# Éclipse lunaire du 11 février 2017
| Éclipse pénombrale de Lune du 11 février 2017                                      | Éclipse pénombrale de Lune du 11 février 2017 |
| ---------------------------------------------------------------------------------- | --------------------------------------------- |
| La Lune passe d'ouest en est au travers de la zone sud de la pénombre de la Terre. |                                               |
| Gamma                                                                              | -1,0254                                       |
| Magnitude                                                                          | 0,9884                                        |
| Localisation                                                                       | Afrique, Europe                               |
| Saros (membre de la série)                                                         | 114 (59 sur 71)                               |
| Durée (h:min:s)                                                                    |                                               |
| Phase pénombrale                                                                   | 4 h 19 min 10 s                               |
| Contacts (UTC)                                                                     |                                               |
| P1                                                                                 | 22:34:16 (10 février)                         |
| Maximum                                                                            | 0:45:03                                       |
| P4                                                                                 | 2:53:26                                       |
|                                                                                    |                                               |

L'éclipse lunaire du 11 février 2017 est une éclipse partielle de la Lune par la pénombre de la Terre.

## Visibilité

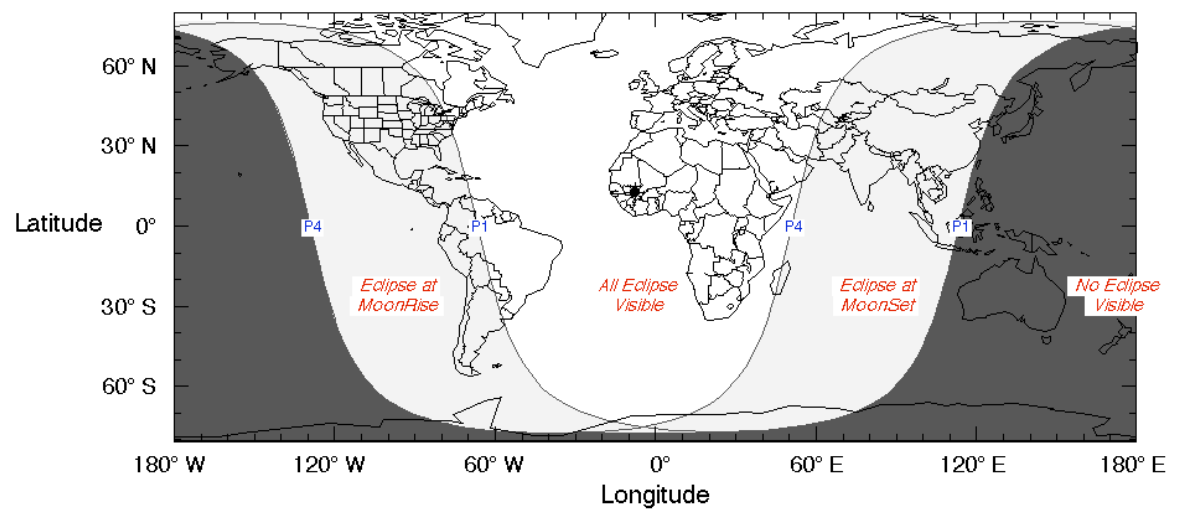
Carte de visibilité mondiale.

L'éclipse fut visible en France.